# Nicole Eggert
Nicole Elizabeth Eggert (ur. 13 stycznia 1972 w Glendale w stanie Kalifornia) – amerykańska aktorka telewizyjna i filmowa.

## Życiorys
Córka Rolfa Eggerta, niemieckiego emigranta, i pochodzącej z Anglii Giny Duncan Todd. Ma siostrę April.
Jako pięciolatka zdobyła koronę Miss Universe Petite Division Pageant, potem reklamowała szampon Baby Johnson & Johnson. Po raz pierwszy zagrała w filmie fabularnym szklanego ekranu w wieku siedmiu lat, u boku Roberta Uricha i Cheryl Ladd w dramacie Kiedy ona była zła... (When She Was Bad..., 1979). Mając dziewięć lat zadebiutowała na dużym ekranie w filmie Bogate i sławne (Rich and Famous, 1981) z Jacqueline Bisset i Candice Bergen.
Powodzeniem cieszył się seryjnej komedii familijnej TV Charles w ataku (Charles In Charge, 1987–1990) ze Scottem Baio, z którym miała romans, a zagrana przez nią postać Jamie Powell przyniosła jej w 1988 roku w Los Angeles Nagrodę Młodego Artysty (Young Artist Award). Rozgłos zawdzięcza roli Roberty „Summer” Quinn w serialu Słoneczny patrol (Baywatch, 1992–1994).

### Życie prywatne
Gdy Corey Haim chciał się z nią zaręczyć, odmówiła. W dniu 2 lutego 2000 roku wzięła ślub z Justinem Herwickiem, mają córkę Dilyn (ur. 1998).

## Filmografia
- Cattle Call (2006) jako Laurel Canyon
- Przełęcz Człowieka Śniegu (2004)
- Decoys (2004) jako detektyw Amanda Watts
- Słoneczny Patrol – Ślub na Hawajach (Baywatch: Hawaiian Wedding, TV; 2003) jako Roberta „Summer” Quinn
- Głosy zza ściany (Wall of Secrets, 2003) jako Paige Emerson
- Dziękuję Ci, dobrej nocy (Thank You, Good Night, 2001) jako Janine
- Triangle Square (2001) jako Julie
- Zatopieni (Submerged, 2000) jako Tiffany Stevens
- Śpiąca piękność (Sleeping Beauties, 1999) jako Sno Blo Band
- Syberia (Siberia, 1998) jako Kristy
- Różowy jak dzień jej narodzenia – Pink as the Day She Was Born (1997) jako Tiffany
- Barman (Bartender, 1997) jako Marcia
- Cena pocałunku (The Price of Kissing, 1997) jako Annette
- Człowiek, który lubił latać (Frequent Flyer, TV) jako Miriam Rawlings
- Melissa (1995) jako Melissa
- Amanda i obcy (Amanda and the Alien, TV; 1995) jako Amanda Patterson
- Kobieta-Demolka (The Demolitionist, 1995) jako Alyssa Loyd
- Coś dla miłości (Anything for Love, 1993) jako Marie Stark
- Słoneczny patrol (serial; Baywatch, 1992–1994) jako Roberta „Summer” Quinn
- Uleciało z wiatrem (Blown Away, 1992) jako Megan
- Podwójny młody agent 0 The Double 0 Kid (1992) jako Melinda
- The Haunting of Morella (1990) jako Morella/Lenora
- Zabraniane przedmioty (Kinjite: Forbidden Subjects, 1989) jako DeeDee
- Syndrom Omega (Omega Syndrome, 1987) jako Jessie Corbett
- Klan Niedźwiedzia Jaskiniowego (The Clan of the Cave Bear, 1986) jako Średnia Ayla
- Hambone and Hillie (1984) jako Marci
- Bogate i sławne (Rich and Famous, 1981) jako 8-letnia Debby